# Oligospermophilus
Oligospermophilus — вимерлий рід ссавців з підродини Cedromurinae родини Sciuridae, ендемічний для Північної Америки: США (Небраска, Південна Дакота, Вайомінг).